# Claude-Maurice Robert
Claude-Maurice Robert, né Claude-Robert Robert le 20 avril 1893 à Rançonnières en Haute-Marne et mort à Alger le 19 avril 1963, est un journaliste, critique d'art et poète français du XXe siècle.
Connu pour ses écrits sur l’Afrique du Nord et ses explorations du désert, il a également été une figure controversée en raison de ses mœurs et de son style de vie non conventionnel.

## Biographie
Claude-Robert Robert qui écrit sous le nom de Claude-Maurice Robert, né le 1er juin 1892 à Rançonnières, est le fils de Joseph Robert (né en 1859), cultivateur et de Justine Louise Aubert (1857-1946).      
Claude-Robert Robert est le dernier né de neuf enfants d'une famille de modestes cultivateurs. Après avoir obtenu son certificat d’études, il devient garçon d’épicier. Condamné le 15 décembre 1911, par le tribunal commercial de la Seine, à 3 mois de prison avec sursis, pour escroquerie, il s’engage pour 3 ans dans le 51e régiment d’infanterie, en janvier 1912 à la mairie de Saint-Maur. Cependant, sa carrière militaire est marquée par une condamnation pour escroquerie (conseil de guerre du 17 mai 1912), qui le conduit à servir dans les bataillons d'infanterie légère d’Afrique : au 4e bataillon à Gabès, en Tunisie puis au 2e bataillon à Casablanca, au Maroc. Il participe à la pacification du Maroc et obtient la médaille coloniale le 28 avril 1914. Le 21 août 1914, à Ito, pendant son service de sentinelle de nuit, il est atteint d'une balle à l'avant-bras, ce qui le laisse mutilé.
En 1917 et 1918, il donne en Algérie des conférences sur la rééducation professionnelle des grands blessés de guerre ou sur le rôle de la femme au chevet des blessés pendant la guerre.

### Carrière littéraire et vie dans le désert d'Afrique du Nord
Il s’installe à Alger en 1923 et commence une carrière de journaliste littéraire. Il publie des chroniques dans L'Écho d'Alger de 1923 à 1928 et fonde en 1927 la revue Nous d’Afrique. La même année, il publie ses premiers recueils de poésie, Le Pèlerin de l’espace et Versets pour Leïla.
Claude-Maurice Robert passe une grande partie de sa vie dans le désert, d’abord à Colomb-Béchar, puis à Laghouat. Il se compare souvent à Charles de Foucauld et Isabelle Eberhardt, dont il devient le biographe avec des œuvres comme L’Amazone des sables (1934) et L’Ermite du Hoggar (1938). Il mène une vie de loisirs et d’études, se consacrant à l’exploration et à l’écriture sur le désert et ses habitants.

### Vie personnelle, relations et controverses
Claude-Maurice Robert est une figure controversée, notamment en raison de son homosexualité et de ses relations avec de jeunes hommes. Il ne cache pas ses préférences et vit en marge de la société européenne d’Algérie. Dans Alceste au désert (1932), il exprime sa misanthropie et son rejet de la société. Il passe ses hivers dans les oasis du Sahara, vivant comme un anachorète et un hédoniste. Il est souvent vu en djellaba ou en burnous, et passe ses soirées à l’hôtel Sahara en compagnie de notabilités locales.
Il entretient une correspondance avec Jeanne Sandelion et est un ami de l’écrivain Henry de Montherlant. Montherlant s’inspire de Claude-Robert Robert pour créer le personnage de Colle d’Épate dans son roman Un Assassin est mon maître (1971). Robert est également connu pour son rôle de guide et de rabatteur pour Montherlant lors de ses voyages dans le grand Sud algérien, notamment lors du voyage à Igli en novembre 1930 pour l’écriture de La Rose des Sables.
À la fin des années 1950, Claude-Maurice Robert revient à Alger après une grave opération. Il y meurt le 19 avril 1963, dans une Algérie devenue indépendante.

## Œuvres
- Le Pèlerin de l’espace (1927)
- Versets pour Leïla (1927)[13]
- L'Amazone des sables, le Vrai visage d'Isabelle Eberhardt (1934)[8]
- L'ermite du Hoggar, la vie au désert de Charles de Foucauld (1938)[9]

## Distinctions
- Médaille coloniale, agrafe Maroc, par décret du 28 avril 1914
- 1935 : Grand Prix littéraire de l'Algérie[14]